# Resolució 1703 del Consell de Seguretat de les Nacions Unides
La Resolució 1703 del Consell de Seguretat de les Nacions Unides fou adoptada per unanimitat el 18 d'agost de 2006. Després de reafirmar les resolucions anteriors a Timor Oriental, en particular les resolucions 1599 (2005), 1677 (2006) i 1690 (2006), el Consell va renovar el mandat de l'Oficina de les Nacions Unides a Timor Oriental (UNOTIL) fins al 25 d'agost de 2006.
La resolució tècnica es va adoptar per permetre més temps per a les discussions sobre una nova missió de manteniment de la pau, que posteriorment es coneixeria com la Missió Integrada de les Nacions Unides a Timor Oriental, adoptada a la Resolució 1704 (2006).